# Psammodromus microdactylus
Psammodromus microdactylus és una espècie de saure de la família dels lacèrtids, endèmica del Marroc.

## Distribució
Aquesta espècie és endèmica al nord del Marroc, en poblacions aïllades en les muntanyes del Rif, en l'Atles Mitjà i l'Alt Atles del nord i centre del Marroc, fins als 2250 metres d'altitud.

## Descripció
En la seva descripció Boettger indica que aquesta espècie és d'entre 112 i 116 mm amb 72-73 mm de la cua. El seu dors és de color verd oliva fosc i esquitxat de taques negres. El seu ventre és de color verdós. Els seus dits són curts.

## Hàbitat
Habita els llocs de vegetació arbustiva de tipus mediterrani i de pastures temperades. Està amenaçada per la pèrdua del seu hàbitat.

## Etimologia
El seu nom d'espècie ve del grec , mikros , « petit », i δάκτυλος, daktylos , « dit ».

## Publicació original
- Boettger, 1881 : Diagnoses Reptilium novorum Maroccanorum. Zoologischer Anzeiger, vol. 4, p. 570-572 (text integral).